# Amada mia, amore mio
Amada mia, amore mio è un singolo del musicista italiano El Pasador, pubblicato nel 1977 come secondo estratto dall'album Amazonas.

## Descrizione
Il singolo è stato pubblicato in Italia dalla New Polaris in formato 7". Il singolo è stato pubblicato in vari paesi, in varie edizioni con differenti lati B anche dalle etichette Philips, Deram, Sonopresse, Tonpress e altre.
La title track, Amada mia, amore mio è stata composta dallo stesso Paolo Zavallone (El Pasador), unitamente a Celso Valli, su testo di Bruno Pallesi.
L'edizione italiana pubblicata dalla New Polaris riporta come lato B il brano Una rosa. L'edizione internazionale pubblicata in molti paesi da Philips (Argentina, Belgio, Finlandia, Germania Ovest, Portogallo), Deram (Canada), Sonopresse (Francia) e Z (Turchia), riporta come lato B il brano Sin sabe (anche nella variante Sin saber). Un'edizione del singolo greca della Philips riporta come lato B la title track del singolo successivo Non Stop, mentre un'edizione polacca della Tonpress, stampata in flexy disc su una cartolina, pubblicata con il titolo Amado mio, amore mio e con il nome dell'autore storpiato in El Passadore, è stata pubblicata in split con Plastic Bertrand e con il brano Bambino. Esiste inoltre un'edizione sovietica su flexy disc single side non ufficiale, con la sola title track.
Nel 2013 Dargen D'Amico, insieme a J-Ax, ne ha ripreso l'arrangiamento per singolo L'amore a modo mio, estratto dall'album Vivere aiuta a non morire.

## Tracce
7" Italia 1977
1. Amada mia, amore mio – 3:15 (testo: Bruno Pallesi – musica: Paolo Zavallone, Celso Valli)
2. Una rosa (musica: Paolo Zavallone, Celso Valli)

7" internazionale 1977
1. Amada mia, amore mio – 3:15 (testo: Bruno Pallesi – musica: Paolo Zavallone, Celso Valli)
2. Sin sabe – 3:02 (testo: Bruno Pallesi – musica: Bruno Pallesi, Tonino Valli)

Durata totale: 6:17
7" Grecia 1978
1. Amada mia, amore mio – 3:15 (testo: Bruno Pallesi – musica: Paolo Zavallone, Celso Valli)
2. Non stop – 3:25 (testo: Alberto Testa, Enzo Trapani – musica: Paolo Zavallone, Celso Valli)

Durata totale: 6:40
7" Polonia 1978
1. El Passadore – Amado mio, amore mio
2. Plastic Bertrand – Bambino

7" URSS
1. Amada mia, amore mio – 3:15 (testo: Bruno Pallesi – musica: Paolo Zavallone, Celso Valli)

## Crediti
- El Pasador - voce

## Cover
- Una versione in tedesco è stata cantata nel 1978 dal cantante di genere Schlager Roland Keiser come lato A del singolo omonimo pubblicato dalla Hansa e dalla Ariola.[1]
- Una versione in finlandese intitolata Jos mulle sydämesi annat è stata cantata nel 1977 dai Silhuetit.[1]
- Un'altra versione in finlandese è stata cantata nel 1977 da Kari Lehtonen.[1]
- Una terza versione in finlandese è stata interpretata, sempre nel 1977, dai Girls and Playboys.[1]
- Una versione, in italiano, è stata cantata dal gruppo tedesco The Hiltonaires nel 1978.[1]
- Un'altra versione in tedesco è stata interpretata nel 1997 da Dieter Thomas Kuhn & Band.[1]
- Una cover orchestrale di Amada mia, amore mio eseguita da The Starlite Orchestra è stata utilizzata nella colonna sonora del film del 2012 To Rome with Love diretto da Woody Allen.[2]
- Svariati remix della canzone sono stati elaborati da Mike Deville nel singolo Amada mia amore mio.[3]